# KDStV Hasso-Nassovia Frankfurt am Main
Die KDStV Hasso-Nassovia Frankfurt am Main ist eine katholische Studentenverbindung, die kurz nach ihrer Gründung am 23. Januar 1913 Mitglied im Cartellverband wurde. Sie hat ihren Sitz im Stadtteil Nordend der Stadt Frankfurt am Main. Momentan zählt sie etwa 200 Mitglieder, von denen um die zwanzig aktive Studenten sind.

## Geschichte

### Die Anfänge
Seit 1901 bestand in Frankfurt eine Akademie für Sozial- und Handelswissenschaften. Als um 1910 der Plan zur Gründung einer Universität zu seiner Vollendung schritt, regten sich die frischen Kräfte zur Gründung von Verbindungen in Frankfurt am Main. Im Philisterzirkel „Moenania“, der seit 1886 bestand, wurde der Vorschlag geäußert, eine CV-Verbindung zu gründen. Der Vorschlag kam vom Alten Herrn Johann Werthmann der KDStV Hercynia Freiburg im CV. Dieser Vorschlag wurde angenommen. Am 23. Januar 1913 trafen sich die Alten Herren, die im CV vertreten waren, zum ersten Convent der KDStV Hasso-Nassovia. Neben Linz und Werthmann gehörten zu den Gründungsmitgliedern:
1. Joseph Roeingh (AV Zollern Münster)
2. Karl Hermes (KDStV Hercynia Freiburg im Breisgau)
3. Erich Krach (KDStV Aenania München)
4. Oskar Jahn (KDStV Markomannia Würzburg)
5. Ludwig Rauschner (KDStV Hercynia Freiburg im Breisgau)
6. Leo Stahl (KDStV Hohenstaufen Freiburg im Breisgau)

Auf dem Convent erhielt die Verbindung den Namen KDStV Hasso-Nassovia nach der Region Hessen-Nassau. Der Name der Verbindung gab somit die Farben blau-weiß-orange vor (Blau und Orange für das Nassauer Land, verbunden durch das den Main symbolisierende Weiß). Der Architekt Rummel entwarf den Zirkel der Verbindung und Johann Werthmann gab der Verbindung den Wahlspruch „Stark im Recht!“. Am selben Convent wurde Leo Stahl als Senior gewählt. Am 13. März 1913 schlug Leo Stahl als Gründungssenior im „Faust“ die Gründungskneipe.
Weiter wurde ein Schreiben an den Senat der Uni für die Lizenzierung der Verbindung aufgesetzt, um an der Uni als studentische Verbindung anerkannt zu werden. Am 4. März 1913 kam trotz mehrerer Proteste das Genehmigungsschreiben der Uni.
Am 15. Mai 1913 stellte die Hasso-Nassovia den Antrag zur Aufnahme in den CV. Die Münchner Verbindung KDStV Vindelicia zu München im CV trug jedoch die gleichen Farben wie die KDStV Hasso-Nassovia. Nachdem sich die Hasso-Nassovia auf dem ECC (Extra-Cumulativ-Convent) am 10. Juli 1913 entschieden hatte, ihr Weiß gegen Silber auszutauschen, wurde der Farbenstreit beigelegt und die KDStV Hasso-Nassovia auf der 49. Cartellversammlung (C.V.) in Metz am 15. August 1913 in den CV aufgenommen. Als weitere Bedingung musste die Hasso-Nassovia ihre weiße Perkussion des Bandes erweitern.
Am ersten Stiftungsfest am 24./25. Januar 1914 zählte die Hasso-Nassovia 23 Mitglieder. Auf dem Kommers konnten die ersten vier Burschungen vorgenommen werden. Wenige Tage zuvor war ein Philisterverband gegründet worden, dem acht Mitglieder beitraten und dessen Leitung Joseph Arnold übernahm. (Siegfried Schieweck-Mauk, 1997, S. 377) Im Sommersemester 1914 wurden die Farben in der Öffentlichkeit getragen. So traten die 14 Verbindungsmitglieder am 15. Mai 1914 zum ersten Mal in Couleur an der Hochschule auf.

### Erster Weltkrieg
Die Hasso-Nassovia hatte während des Ersten Weltkriegs 13 Kriegsopfer zu beklagen, darunter zwei der Gründungsmitglieder: Erich Krack, der am 29. Januar 1915, und Karl Hermes, der 1914 fiel. Trotz des Krieges wollte man so gut wie möglich durchhalten. So wurden weiterhin Füxe aufgenommen, im Sommersemester 1916 waren es 15 Neue. So zählte die Aktivitas 28 Studenten. Zum WS 1916/1917 wurde wieder „Bandcouleur“ getragen, und man zog zur Wochenkneipe in das Gasthaus „Alemania“. Am 30. November 1916 beschloss der CC, die Mütze durch einen Stürmer auszutauschen. Die Hasso-Nassovia musste Anfang 1918 die „Alemania“ wegen Kohlenmangels verlassen und siedelte zum „Steinernen Haus“ um.

### Weimarer Republik
Mitte Januar 1919 trug Hasso-Nassovia wieder Vollcouleur an der Universität. „Im SS 1919 (4. Mai 1919) rekonstituierte Hasso-Nassovia die Straßburger Badenia, indem sie der nach Frankfurt verlegten Verbindung mehrere Bundesbrüder überließ.“ (Siegfried Schieweck-Mauk, 1997, S. 377) Aus der Hasso-Nassovia traten drei Inaktive, sechs Aktive und sechs Füchse der Badenia zur Unterstützung bei. Die Hasso-Nassovia bezog Ende Juli 1919 »die Mainwarte« in der Wilhelmstraße. Im WS 1919/20 konnten 20 Füxe rezipiert werden. Im selben Semester führten Reformbestrebungen im Verbindungsleben zur Errichtung einer Verbindungsbibliothek. Wissenschaftliche Vorträge wurden ebenfalls gehalten. Weiter wurde wie früher ein Couleurdamenzirkel ins Leben gerufen. Auf dem CC am 22. November 1919 wurde der Altherrenverband unter Philistersenior Joseph Roeingh wiederbegründet, und die Hasso-Nassovia erhielt eine neue Geschäftsordnung und einen neuen Comment. Natürlich beeinträchtigten die Inflationsjahre und die Weltwirtschaftskrise das Verbindungsleben. Dennoch gründete die Hasso-Nassovia 1924 einen Hausbauverein, und am 8. Mai 1929 wurde das neue Verbindungshaus am Westendplatz 35 eingeweiht.

### Zeit des Nationalsozialismus
Mit der Machtergreifung Hitlers am 30. Januar 1933 wurde das Verbindungsleben deutlich erschwert. Ende November 1935 beschloss der CC, die Aktivitas fortzuführen, doch am 25. April 1936 musste das aktive Verbindungsleben eingestellt werden, so dass nur noch die Altherrenschaft die Verbindung am Leben erhielt. Die Aktiven wurden als Sondermitglieder in die Altherrenschaft überführt. Doch wurde auch die Altherrenschaft mit dem „Himmler-Erlass“ im Juni 1938 endgültig aufgelöst. „Die Gestapo führte Hausdurchsuchungen durch und beschlagnahmte die Verbindungsakten. Das Haus wurde schließlich verkauft, das Inventar bei Bundesbrüdern untergebracht, wodurch vieles über den Zweiten Weltkrieg gerettet werden konnte.“ (Siegfried Schieweck-Mauk, 1997, S. 378) Natürlich versuchten die Bundesbrüder untereinander in Kontakt zu bleiben.
Bundesbruder und Pfarrer Konrad Trageser starb 1942 im KZ Dachau, wohin er wegen einer Predigt in „Schutzhaft“ gekommen war. Zwölf weitere Bundesbrüder fanden im Krieg den Tod.

### Die Wiederbegründung

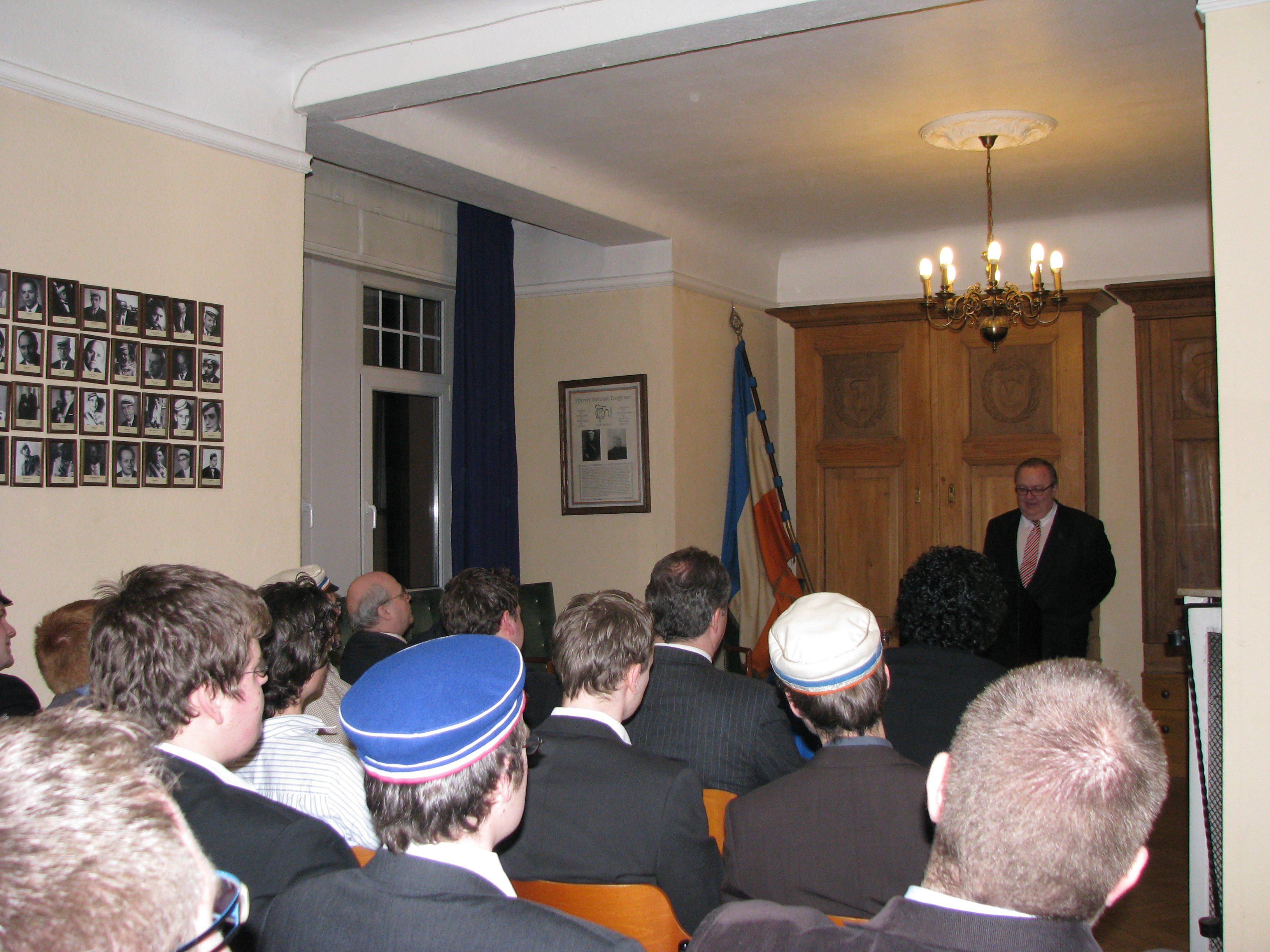
Vortrag des hessischen Ministers für Arbeit Jürgen Banzer im WS 2008/09

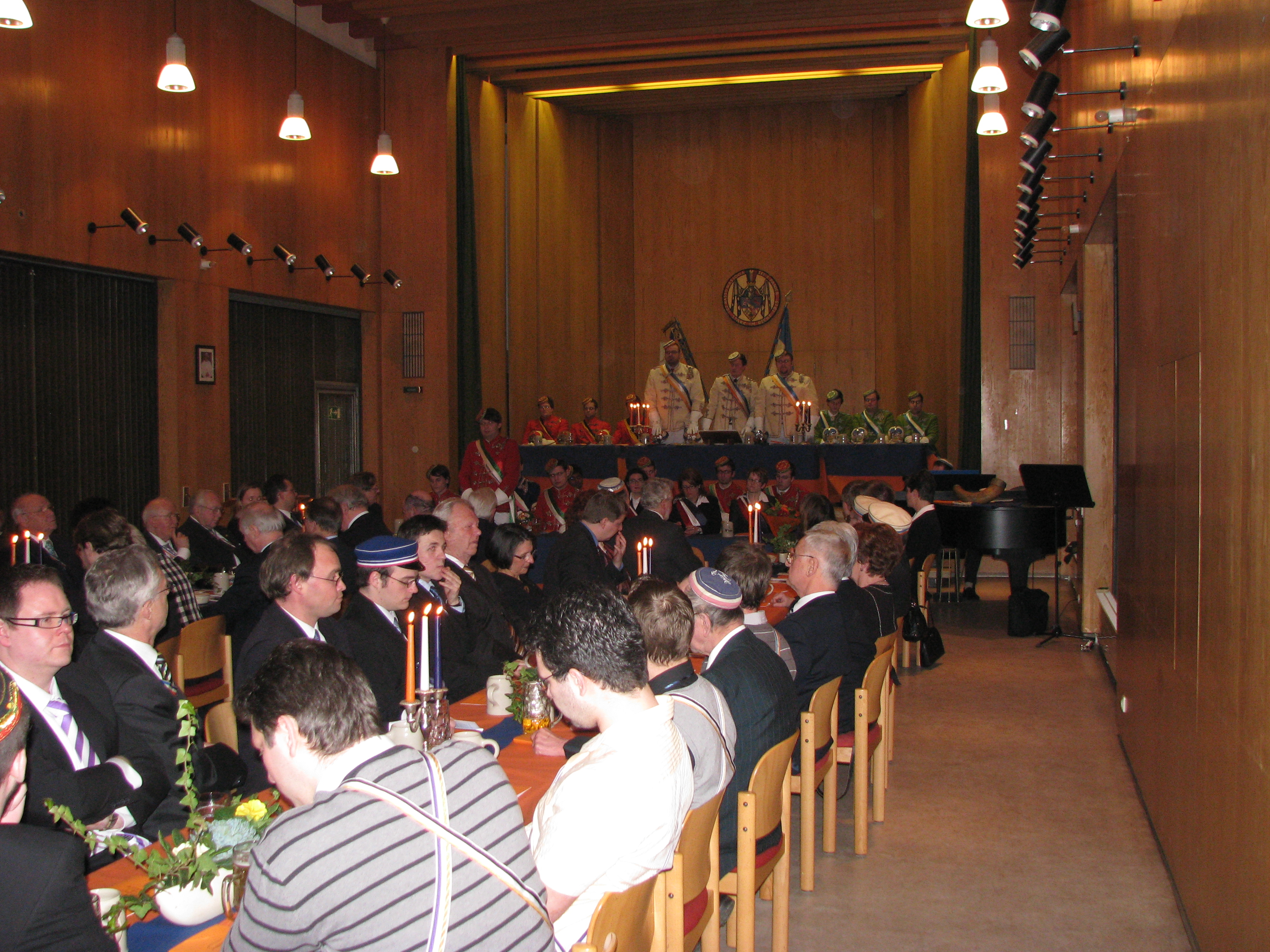
96. Stiftungstag 2009

Am 1. September 1946 trafen sich die Bundesbrüder im „Krokodil“, um die Altherrenschaft der Hasso-Nassovia wieder zu begründen. Als erster Philistersenior der Nachkriegszeit wurde Eugen Helfrich gewählt, der bis 1959 amtierte. Er war auch der erste Nachkriegs-Bürgermeister der Stadt Frankfurt am Main. Erst am 8. Dezember 1946 konnte mit dem Genehmigungsschreiben der alliierten Behörden die offizielle Wiederbegründung stattfinden.
Am 20. Juli 1947 konnte mit dem 34. Stiftungsfest das erste Stiftungsfest nach dem Zweiten Weltkrieg gefeiert werden. Es fand unter schwierigen Bedingungen statt: „Jede Zusammenkunft musste genehmigt werden, und um einen warmen Raum zu haben, war Brennholz mitzubringen. Wichtig war die Angabe der Straßenbahnverbindungen, und beim gemeinsamen Mittagessen nach dem Gottesdienst … waren Lebensmittelmarken mitzubringen (50 g Fleisch, 5 g Fett)!“ (KDStV Hasso-Nassovia (Hrsg.), 75 Jahre KDStV Hasso-Nassovia im CV, 1913–1988, 1988, S. 14)
Das Haus am Westendplatz war zerbombt, und der Erlös aus dem zwangsweisen Verkauf fiel der Inflation zum Opfer. Im Jahr 1948 entstand wieder eine Aktivitas. Am 4. Mai 1949 erhielt die Verbindung erneut die Lizenz von der Universität Frankfurt.

### Weiterentwicklung bis zur Gegenwart
In den 1950er Jahren kam die KDStV Greiffenstein zu Breslau nach Frankfurt. Am 6. Mai 1950 konnte die Greiffenstein mit fünf Burschen der Hasso-Nassovia ihre Wiederbegründung in Frankfurt bekanntgeben. Das Verbindungsleben fand an verschiedenen Räumlichkeiten in Frankfurt statt. Dazu gehörten der Siechenkeller, der Börsenkeller sowie die Verbindungsetage in der Großen Eschenheimer Gasse bei „Max Leicher“. Die Exkneipe fand in „Moogs Bierbar“ in der Niederau statt.
Die Mitgliederzahlen der Hasso-Nassovia stiegen weiter an, so dass sie 1955 216 Alte Herren und 107 Aktive aufweisen konnte. Auf Grund dessen hat sich die Verbindung dazu entschlossen, mit der KDStV Moeno-Franconia eine Tochterverbindung in Frankfurt zu gründen. Im Jahr 1956 stiftete die Hasso-Nassovia im Frankfurter Dom ein Wappen-Gedächtnisfenster für ihre Toten. 1961 erwarb der Studentenhausverein e. V. der Hasso-Nassovia ein Verbindungshaus im Oeder Weg 164, das am 26. Mai 1962 eingeweiht wurde. Dort hat die Verbindung noch immer ihr Domizil.
Im Wintersemester 2008/09 wurde beschlossen, dass die Seniores der KDStV Hasso-Nassovia und ihrer Tochterverbindung KDStV Moeno-Franconia als Zeichen ihrer Verbundenheit das Band der jeweils anderen Verbindung als Amtsband quer über die Brust tragen.
Im Januar 2013 feierte die Verbindung ihr hundertjähriges Bestehen im Schloss Bad Homburg. Im Juni folgte das hundertste Stiftungsfest, was hauptsächlich in Offenbach am Main stattfand.

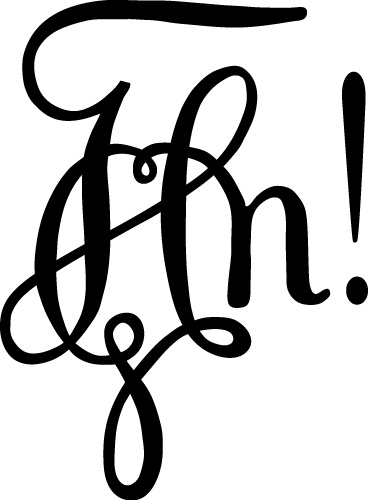
Zirkel der Hasso-Nassovia

## Zirkel
Den Zirkel verwenden Verbindungsstudenten als Unterschrift oder Kürzel, um ihre Zugehörigkeit zu erkennen zu geben. Der Zirkel ist ein couleurstudentisches Monogramm der fünf Buchstaben V, C, F, H und N sowie eines Ausrufezeichens. Die Buchstaben stehen für „Vivat crescat floreatque Hasso-Nassovia“ (Hasso-Nassovia lebe, wachse und gedeihe). Eine ältere Deutung lautet „Vivat circulus fratrum Hasso-Nassoviae“ (Es lebe der Kreis der Brüder von Hasso-Nassovia). Das Ausrufezeichen steht für „in aeternum“ (lat. „auf ewig“) und bedeutet, dass die Verbindung noch einen aktiven Teil hat.

## Das Haus

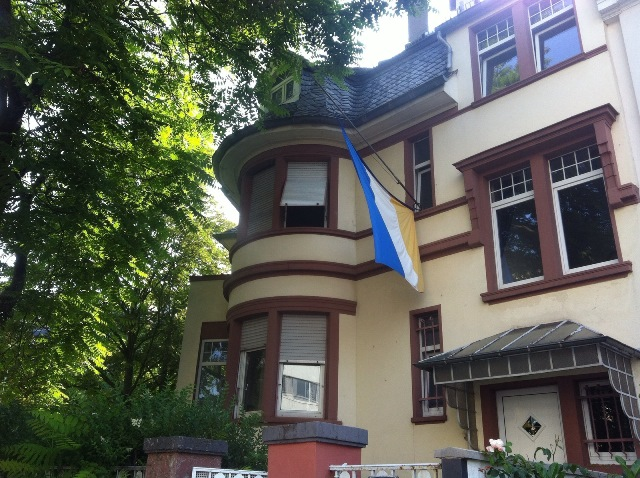
Das Verbindungshaus im Sommer 2015

Das Verbindungshaus beherbergt heute bis zu sieben aktive Studenten und besitzt zwei große Gemeinschaftsräume, die für Verbindungsveranstaltungen wie Vorträge oder couleurstudentische Festlichkeiten sowie als Lernräume genutzt werden.
Das 1929 erworbene Haus am Westendplatz wurde im Zweiten Weltkrieg gänzlich zerbombt und nach 1945 nicht wiederaufgebaut. Bis zum Kauf des jetzigen Hauses im Frankfurter Nordend 1962 trafen sich die Hasso-Nassoven in verschiedenen Konstanten in Frankfurt.

## Aktive Studenten
Momentan sind etwa 20 Mitglieder aktive Studenten, die ordentlich immatrikuliert sind oder sich im Referendariat befinden. Konnten in den 1990er Jahren nur wenige Receptionen verzeichnet werden, so sind die Zahlen der Neumitglieder seit Mitte der 2000er stabil.
Der Vorstand der Aktivitas, die Chargen oder Chargierten, besteht wie bei fast allen Verbindungen des Cartellverbandes aus dem Senior (x), Consenior (xx), Fuchsmajor (FM), Scriptor (xxx) und Quaestor (xxxx).

## Bekannte Mitglieder
Nach Geburtsjahr geordnet
- Konrad Trageser (1884–1942), katholischer Priester und NS-Opfer
- Joseph Pascher (1893–1979), Liturgiewissenschaftler und Konzilstheologe
- Eugen Helfrich (1894–1968), erster Nachkriegsbürgermeister Frankfurts
- Fritz Burgbacher (1900–1978) (NSDAP, später CDU) MdB, Vizepräsident des Europaparlaments
- Hanns Neubauer (1905–2003), MdL Rheinland-Pfalz und Minister für Wirtschaft und Verkehr (1967–1971)
- Eduard Schick (1906–2000), Bischof von Fulda
- Walther Kampe (1909–1998), Weihbischof von Limburg
- Willi Born (1912–2005), Unternehmer/Schokoladenfabrikant
- Hans Burggraf (1927–2001), MdL Hessen
- Hugo J. Hahn (1927–2010), deutscher Rechtswissenschaftler
- Wilm Tegethoff (1927–2018), Jurist und Manager
- Martin Apfel (* 1960), Manager und ehemaliger Vorortspräsident des Cartellverbandes sowie Präsident des EKV